# Pioneer (dal)
A Pioneer (magyarul: Úttörő) Fehérvári Gábor Alfréd harmadik kislemeze, A Dal 2016 győztese, Magyarország versenydala a 2016-os Eurovíziós Dalfesztiválon. A dal hivatalosan 2015. december 30-tól tölthető le. Ugyanekkor töltötte fel a hivatalos YouTube-csatornájára a Mistral Music. Freddie ezzel a művel vett részt a 2016-os Eurovíziós Dalfesztivál magyarországi előválogatóján, A Dalban. A műsorban a dal elnyerte a legjobb dalszöveg különdíját.

## A Dalban
A produkciót először a január 23-i első elődöntőben adta elő, fellépési sorrendben kilencedikként Veres-Kovács Petra Singing Peace című dala után, és Tolvai Reni Fire című dala előtt. Az elődöntőben 42 ponttal az első helyen végzett, így továbbjutott a középdöntőbe. A második középdöntőben február 20-án fellépési sorrendben nyolcadikként a ByTheWay Free to Fly című dala után, és a Parno Graszt Már nem szédülök című dala előtt lépett színpadra. A középdöntőben 47 ponttal az első helyen végzett, így továbbjutott a verseny döntőjébe. A dalt utoljára a február 27-i döntőben adta elő, fellépési sorrendben hatodikként Oláh Gergő Győz a jó című dala után, és a Kállay Saunders Band Who We Are című dala előtt. Freddie dala a zsűritől 34 pontot kapott, így elsőként került be a négyes szuperfináléba. A közönségszavazás lezárása után kiderült, hogy a legtöbb SMS szavazatot a Pioneer című dal kapta, így Freddie nyerte a 2016-os válogatót és ő képviselhette Magyarországot a 61. Eurovíziós Dalfesztiválon, Stockholmban.

### A produkció közreműködői
- Fehérvári Gábor Alfréd – ének
- Mészáros Tamás – vokál
- Molnár Gábor – vokál
- Zentai Márk – vokál
- Túri Lajos Péter – dob (a középdöntőtől)

## A2016-os Eurovíziós Dalfesztiválon

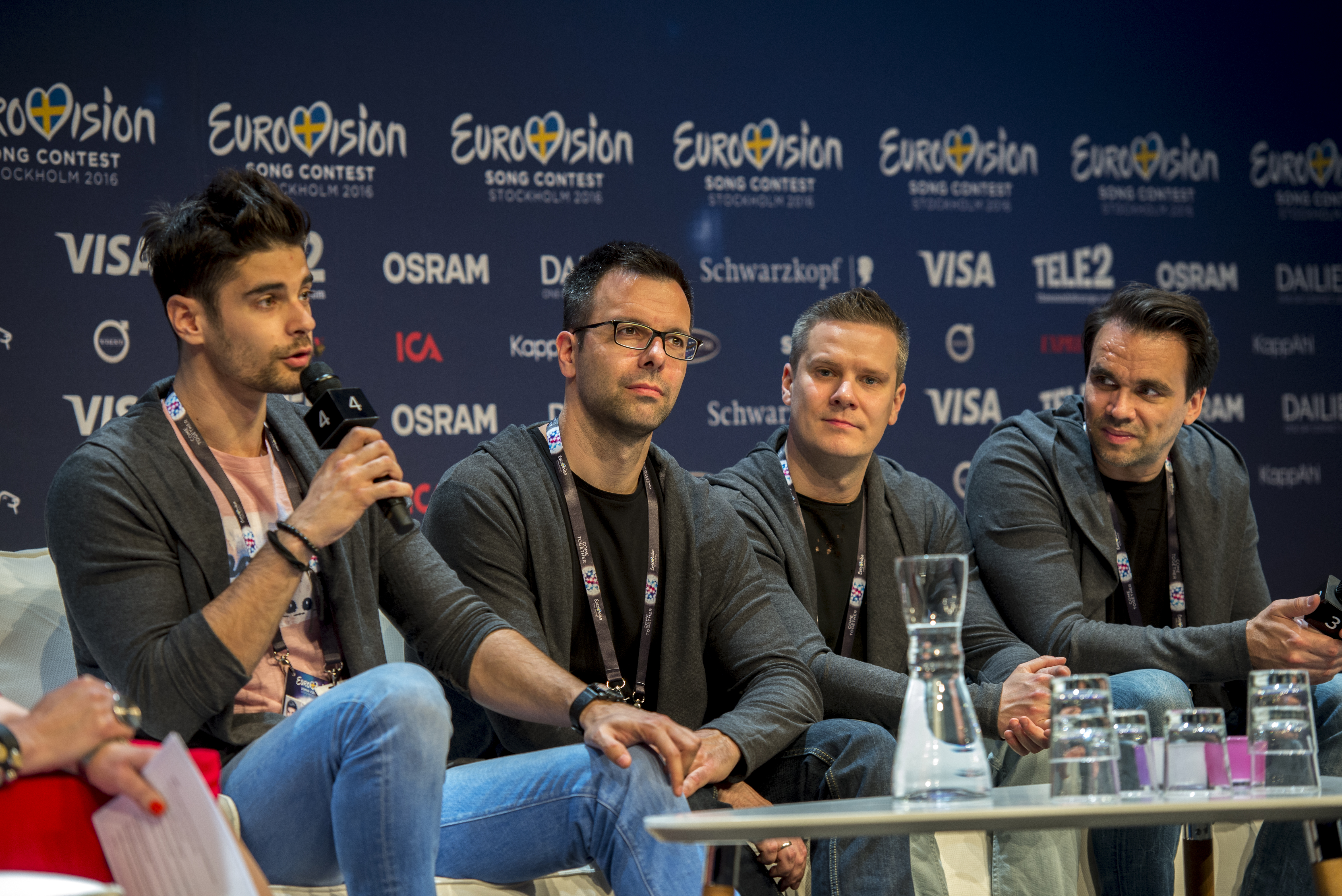
Freddie és háttérénekesei a dalfesztivál első sajtótájékoztatóján

A Pioneer volt az Eurovíziós Dalfesztiválok történetének ezernégyszázadik dala.
A dalt az Eurovíziós Dalfesztiválon először a május 10-i első elődöntőben adta elő, fellépési sorrendben negyedikként a Moldovát képviselő Lidia Isac Falling Stars című dala után, és a Horvátországot képviselő Nina Kraljić Lighthouse című dala előtt. Az elődöntőből a negyedik helyen jutott tovább a május 14-i döntőbe, ahol fellépési sorrendben ötödikként lépett fel az Azerbajdzsánt képviselő Samra Miracle című dala után, és az Olaszországot képviselő Francesca Michielin No Degree of Separation című dala előtt. A pontozás során a zsűri szavazáson összesítésben a tizennyolcadik helyen végzett 52 ponttal, míg a nézői szavazáson a tizennegyedik helyen végzett 56 ponttal, így összesítésben 108 ponttal a verseny tizenkilencedik helyezettje lett.
A következő magyar induló Pápai Joci Origo című dala volt a 2017-es Eurovíziós Dalfesztiválon.

### A produkció közreműködői
- Fehérvári Gábor Alfréd – ének
- Mészáros Tamás – vokál
- Molnár Gábor – vokál
- Wodala Barnabás – vokál
- Baranya Dávid – táncos

## Dalszöveg
Million hearts of a million people

Be proud, you were born to be real oh-oh

Million lies in a million temples

It’s only fear, become a pioneer oh-oh
Millió szíve millió embernek

Légy büszke, valódinak születtél

Millió hazugság millió templomban

Ez csak félelem, légy úttörő